# هوفلد
هوفلد (به آلمانی: Hoffeld) یک شهر در آلمان است که در اهرویلر واقع شده‌است. هوفلد ۳۲۳ نفر جمعیت دارد.